# تششمه سنغي (مقاطعة إسلام آباد غرب)
تششمه‌سنغي (بالفارسية: چشمه‌سنگی) هي قرية تقع في كرمانشاه في إيران. يقدر عدد سكانها بـ 625 نسمة .